# Bernardica Soubirous
Marija Bernardica Soubirous (okcitanski: Bernadeta Sobirós; Lourdes, 7. siječnja 1844. – Nevers, 16. travnja 1879.), francuska redovnica, mističarka i svetica Katoličke Crkve. Njoj se kao djevojčici ukazala Djevica Marija i predstavila kao Bezgrešno začeće.

## Životopis

### Djetinjstvo
Bernardica je rođena 7. siječnja 1844. godine u francuskom gradiću Lourdesu kao najstarije dijete mlinara Françoisa Soubirousa i pralje Louise. Bila je najstarija od devetero djece: Jean (rođen i umro 1845.), Toinette (1846. – 1892.), Jean-Marie (1848. – 1851.), Jean-Marie (1851. – 1919.), Justin (1855. – 1865.), Pierre (1859. – 1931.), Jean (rođen i umro 1864.) i beba Louise koja je umrla ubrzo nakon rođenja (1866.).
Bernardica je krštena u mjesnoj župnoj crkvi 9. siječnja 1844., na godišnjicu braka svojih roditelja. Bernardičina kuma bila je Bernarda Casterot, majčina sestra, dobrostojeća udovica koja je u vlasništvu imala konobu. 1844. u Normandiji Bernardicina majka zadobila je opekline na grudima te je dojenje djeteta bilo onemogućeno. Marie Lagues Bartres pristala je biti joj dojiljom te se Bernardica sretno vratila svojim roditeljima 1. travnja 1848. godine. Kao dijete bila je vrlo krhkog zdravlja te je bolovala od astme. Nakon što je 1855. preboljela koleru, počela je zaostajati rastom. Sa svojom obitelji živjela je u prizemlju kuće Sajous, u ćeliji (Cachot) u kojoj su nekada bili pritvarani zatvorenici. Budući da je bila najstarije dijete u obitelji, nije išla u školu te je zbog toga bila nepismena.

### Ukazanja
Jednoga dana, dok je s drugom djecom išla skupljati drva za ogrjev u blizini rijeke Gave, kod špilje Massabielle 11. veljače 1858. ukazala joj se Djevica Marija. Bernardica o tome svjedoči:
»Jednog dana pođoh k obali rijeke Gave brati drva s dvije djevojčice, kadli začuh nekakav šum. Okrenuh se k livadi, ali ne vidjeh da bi se stabla iole micala. Nato podigoh glavu i ugledah pećinu. I opazih Gospođu odjevenu u bijele haljine: bila je obučena u bijelo i opasana plavim pojasom, a na svakoj je nozi imala žutu ružu, iste boje kao i njezina krunica.«
Nakon nedjeljne mise 14. veljače, Bernardica je imala i drugo ukazanje. Za vrijeme trećega ukazanja 18. veljače Gospa je prvi put progovorila te joj rekla da dolazi u špilju sljedećih petnaest dana. U početku su njezini roditelji, osobito njezina majka, bili protiv odlaženja u špilju te su joj u više navrata i zabranjivali ponovni odlazak. Za vrijeme devetoga ukazanja 25. veljače Gospa joj je naredila da otkopa malo zemlje u špilji gdje se nalazio izvor. Na izvoru se pojavljivao sve veći mlaz vode, a nekoliko čudesnih ozdravljenja dogodilo se već tijekom ukazanja. Nakon što je Bernardica upitala Gospu za vrijeme šesnaestoga ukazanja 25. ožujka tko je ona, Gospa joj je odgovorila: "Ja sam Bezgrješno začeće". Gospa joj je za vrijeme ukazivanja odala tri tajne koje nikome nije smjela reći. Posljednje, osamnaesto ukazanje dogodilo se 16. srpnja 1858. godine. Prije posljednjega ukazanja špilju je zaštitila lokalna vlada, a Bernardica je klečala izvan ograde pokraj rijeke i tada je vidjela Gospu koja je izgledala ljepše no ikada prije.
Gospin odgovor bio je presudan podatak za priznavanje autentičnosti Bernardičinoga viđenja. Naime, samo četiri godine ranije, 1854. godine, papa Pio IX. bulom "Ineffabilis Deus" proglasio je dogmu o Marijinom Bezgrješnom začeću. U ono vrijeme su samo rijetki znali da se u Rimu raspravlja o pitanju Marijinog bezgrješnog začeća. Svim crkvenim istražiteljima bilo je sasvim jasno da neuka i nepismena mlinarova kći Bernardica nije mogla sama izmisliti niti razumjeti važnost imena koje joj je Gospa rekla u viđenju.

### Nakon ukazanja
Dana 15. srpnja 1860. Bernardica odlazi u lurdsko sirotište, koje su držale Sestre iz Neversa, gdje se obrazovala i naučila pisati. Iste godine 5. veljače primila je Svetu krizmu. Dana 7. prosinca saslušavao ju je biskup Bertrand-Sévère Mascarou-Laurence, koji je osnovao odbor za istraživanje lurdskih ukazanja: 18. siječnja 1862. biskup je proglasio vjerodostojnost ukazanja, jer kod njih se "nalaze svi prepoznatljivi znakovi istine te vjernici imaju pravo vjerovati u njihovu istinitost". Dana 4. srpnja 1866. Bernardica napušta sirotište te ulazi u novicijat zajednice Sestara de Nevers. Prvo zavjetovanje polaže 25. listopada 1866. i dvanaest godina ostaje u samostanu. Zbog posljedica astme iz mladosti, umire 16. travnja 1879. u dobi od 35 godina dok je molila krunicu. Na smrtnoj postelji, na zahtjev pape Pija IX. i lurdskoga biskupa, pod prisegom je ponovila sve svoje izjave o ukazanjima. Crkva je ukazanja u cijelosti odobrila 18. siječnja 1862.

## Štovanje
Kardinal Antonio Vico u prosincu 1923. potpisuje dekret o herojskim krepostima Bernardice Soubirous, a 14. lipnja 1925. papa Pio XI. proglasio ju je blaženom. Papa Pio XI. ju je također kanonizirao 8. prosinca 1933. godine na kraju svečane mise. Crkva njezin spomendan slavi na obljetnicu njezine smrti 16. travnja, a u Francuskoj se njezin blagdan slavi i 18. veljače. Zaštitnica je Lourdesa, Francuske, pastira i pastirica, siromašnih, ljudi ismijavanih zbog svoje vjere te mnogih župa i crkava diljem svijeta. Trideset godina nakon njezine smrti, 22. rujna 1909. godine, zbog postupka za njezino proglašenje blaženom otvoren je njezin grob. Njezino je tijelo tada nađeno neraspadnuto i bez traga trulosti.

## Ekshumacije
Dana 22. rujna 1909. monsinjor Gauthey je u pratnji članova Crkvenog suda ušao u glavnu kapelicu Samostana s tri svjedoka: Majkom Generalicom Kongregacije, dvojicom liječnika, dvojicom zidara, dvojicom stolara i gradonačelnikom. Nakon ulaska u grob i otklanjanja lijesa, pronađeno je očuvano tijelo sv. Bernardice. Nakon pregleda kirurga i liječnika, ustanovljeno je da medicina nema odgovora na pojavu savršeno očuvanoga tijela i poslije trideset godina od smrti. Druga ekshumacija tijela dogodila se 3. travnja 1919. godine, a treća 18. travnja 1925. Izjave liječnika bile su i tada jednake kao i prilikom prve ekshumacije. Danas se tijelo nalazi u samostanskoj kapeli u Neversu, u staklenom lijesu.

## Poveznice
- Neraspadljivost
- Lourdes
- Gospa Lurdska

## Vanjske poveznice

### Sestrinski projekti
|  | Zajednički poslužitelj ima još gradiva o temi Bernardica Soubirous    |
|  | Wikizvor ima izvorni tekst Duhovna oporuka svete Bernardice Soubirous |

### Mrežna sjedišta
- Tijelo sv. Bernardice — Izvještaji ekshumacije i slike tijela i groba (engl.)
- Neraspadnuto tijelo svete Bernardice  Arhivirana inačica izvorne stranice od 10. ožujka 2016. (Wayback Machine) (hrv.)
- Duhovna oporuka svete Bernardice Soubirous (hrv.)